# Бодензе (район)
Бодензе (нем. Bodenseekreis, по немецкому названию Боденского озера) — район в Германии. Центр района — город Фридрихсхафен. Район входит в землю Баден-Вюртемберг. Подчинён административному округу Тюбинген. Занимает площадь 664,78 км². Население — 207 090 чел. Плотность населения — 312 человек/км².
Официальный код района — 08 4 35.
Район подразделяется на 23 общины.

## Города и общины
Города
1. Фридрихсхафен (58 210)
2. Маркдорф (12 710)
3. Мерсбург (5 574)
4. Теттнанг (18 612)
5. Юберлинген (21 405)

Объединения общин
Общины
1. Берматинген (3 772)
2. Дайзендорф (1 530)
3. Деггенхаузерталь (4 190)
4. Эрискирх (4 699)
5. Фрикинген (2 776)
6. Хагнау-Бодензее (1 394)
7. Хайлигенберг (2 892)
8. Имменштад (6 033)
9. Кресброн (8 189)
10. Лангенарген (7 615)
11. Меккенбойрен (13 733)
12. Нойкирх (2 699)
13. Обертойринген (4 385)
14. Овинген (4 194)
15. Залем (11 236)
16. Зипплинген (2 181)
17. Штеттен (1 012)
18. Ульдинген-Мюльхофен (8 049)